# Pomezia
Pomezia je italské město v metropolitní oblasti Říma v regionu Lazio. Má 64 417 obyvatel (2019) a leží 29 km jižně od Říma a 42 km severozápadně od Latiny.
Znak města ukazuje antickou bohyni ovoce Pomonu, jejíž jméno připomíná název města.
Pomezia bylo páté město, které bylo ve třicátých letech 20. staletí založeno na tehdy vysoušených Pontských močálech, po Littorii, Sabaudii, Pontinii a Aprilii. 1. října 1937 byl schválen plán stavby města a 25. dubna 1938 položil Benito Mussolini základní kámen. 29. října 1939 byla Pomezia oficiálně založena jako samostatná obec v římské provincii a oddělena od římské obce. Jméno dostala po zaniklém antickém městě Suessa Pometia, podle Plinia zničeném počátkem 4. století př. n. l. Volsky. Město bylo po založení osídleno hlavně chudými zemědělskými rodinami ze severovýchodní Itálie. V roce 1944 byla Pomezia během operace Shingle bombardována a těžce poškozena.
V 6. května 1970 byla z Pomezie vyčleněna obec Ardea. 31. ledna 2005 Pomezia získala městská práva.
Na území obce Pomezia se nachází vojenské letiště Pratica di Mare. Na východním okraji města je německý vojenský hřbitov z druhé světové války, kde leží 27 443 vojáků. Čtvrť Pratica di Mare je malá středověká vesnice kolem hradu z 12. století. Lesní a přírodní rezervace Castelporziano hraničí s městem na severozápadě. Tam se nachází letní rezidence italského prezidenta (Tenuta Presidenziale di Castelporziano).